# Castell de Claravalls
El Castell de Claravalls és un castell gòtic de Claravalls, al municipi de Tàrrega (Urgell), declarat bé cultural d'interès nacional. És un castell-palau documentat el 1172.

## Descripció
És un castell situat en un turó dominant el poble. Consta de planta baixa i tres pisos, amb pati central. Ha sofert moltes modificacions, especialment afegits i obertures, no quedant gairebé res de la seva tipologia original, mostrant-ne una de bastant complexa. L'obra està construïda amb carreus de pedra rectangular i maçoneria, trobant-se encara habitat en el sector encara no enderrocat. L'obra original és del segle xv i pertany al gòtic, encara que com s'ha dit té moltes modificacions posteriors i actualment correspon a una reedificació del segle xvii.